# 은산 홍윤성 묘 및 비
은산 홍윤성 묘 및 비는 충청남도 부여군 은산면에 있다. 2001년 1월 3일 부여군의 향토문화유산 제49호로 지정되었다. 
홍윤성(洪允成)은 회인 홍씨 시조 홍연보(洪延甫)의 증손자이며, 세조 때 영의정에 이르렀다.